# Carsten Brodersen
Carsten Brodersen (* 19. Januar 1938 in Hamburg; † 5. Januar 2018) war ein deutscher Rechtswissenschaftler.

## Leben

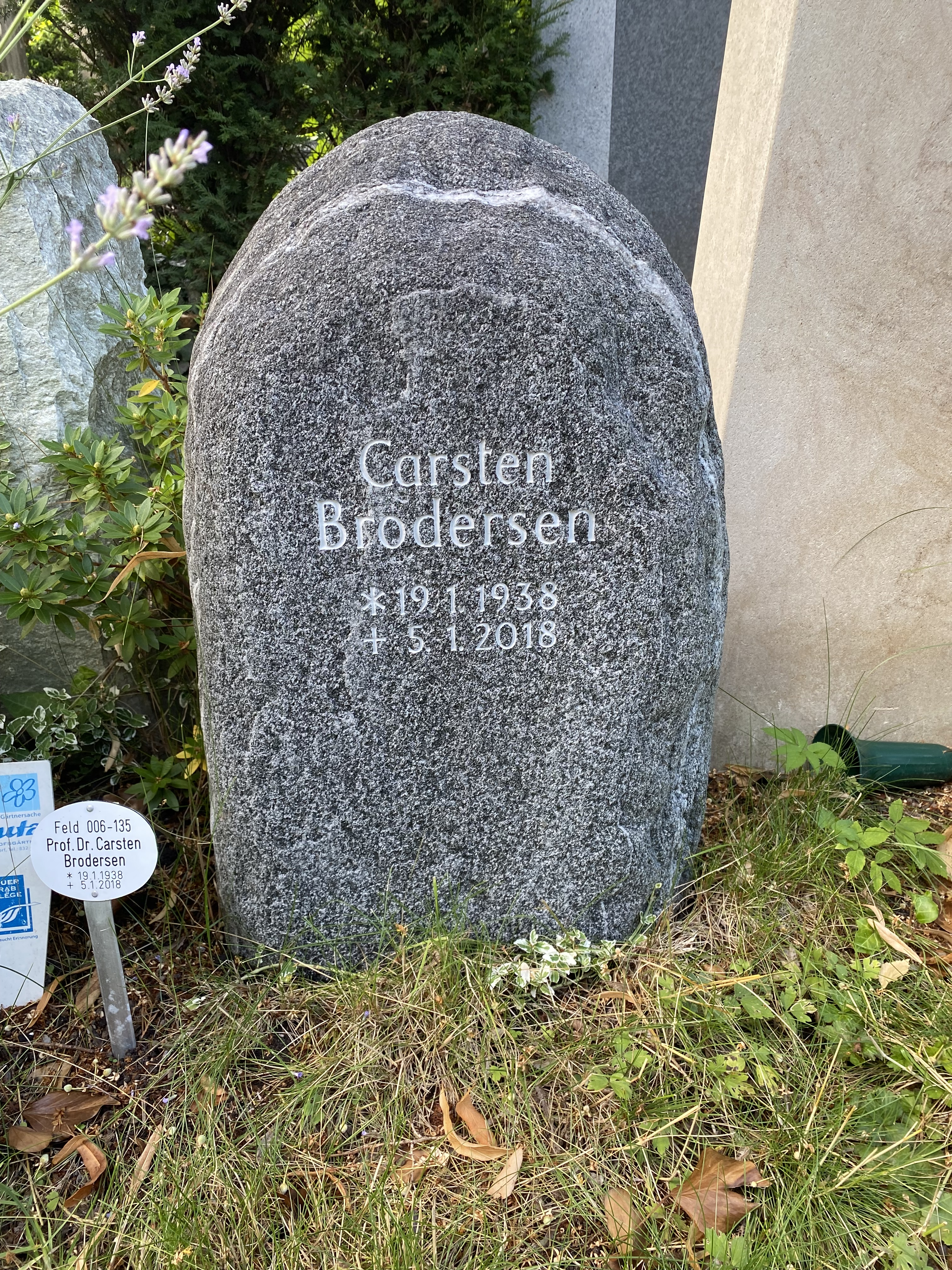
Grabstätte auf dem Friedhof Dahlem

Brodersen absolvierte ein Studium der Rechtswissenschaft, legte die erste und zweite juristische Staatsprüfung ab und wurde 1977 an der Universität Hamburg promoviert. Er lehrte von 1980 bis 2003 als Professor für Öffentliches Recht, insbesondere Verwaltungsrecht an der Helmut-Schmidt-Universität der Bundeswehr in Hamburg.
Carsten Brodersen verstarb zwei Wochen vor Vollendung seines 80. Lebensjahres und wurde auf dem Berliner Friedhof Dahlem (Feld 006-135) beigesetzt. 

## Schriften (Auswahl)
- Rechnungsprüfung für das Parlament in der konstitutionellen Monarchie. Ein Beitrag zu den Auseinandersetzungen um die Ausgestaltung des parlamentarischen Budgetrechts in Preußen-Deutschland 1848–1877 (= Schriften zur Verfassungsgeschichte. Band 25). Duncker & Humblot, Berlin 1977, ISBN 3-428-03899-1 (zugleich: Dissertation, Hamburg, 1977).
- mit Peter Selmer: Finanzverfassungsrechtliche Grundfragen des horizontalen Finanzausgleichs. Untersucht im Hinblick auf die stadtstaatenspezifischen Bestimmungen des Finanzausgleichsgesetzes (= Schriften zum Wirtschaftsverfassungs- und Wirtschaftsverwaltungsrecht. Band 23). Heitmann, Hamburg 1984, ISBN 3-87300-166-7.
- mit Peter Selmer und Gert Nicolaysen: Straßenbenutzungsabgaben für den Schwerverkehr. Verfassungs- und europarechtliche Probleme. Nomos-Verl.-Ges., Baden-Baden 1989, ISBN 3-7890-1733-7.
- mit Peter Selmer: Rechtliche Probleme der Einführung von Straßenbenutzungsgebühren (= Materialien zur Umweltforschung. Band 23). Metzler-Poeschel, Stuttgart 1994, ISBN 3-8246-0379-9.